# Turčianske Teplice
Turčianske Teplice (tysk: Bad Stuben; ungarsk: Stubnyafürdő) er en by i regionen Žilina i det centrale Slovakiet. Den ligger omkring halvvejs mellem byerne Martin og Kremnica. I 2005 havde byen 6.941 indbyggere. Byen er hovedstad i distriktet Turčianske Teplice .

## Historie
Byen er en af de ældste Kurbyer i Europa, og var oprindeligt kendt under navnet Štubnianske Teplice. Den blev først nævnt i en tekst fra 1281, da kong Ladislaus 4. af Ungarn tildelte land omkring kilderne til et grev Peter. Kurstedet blev populært blandt de kongelige, blandt dem Sigismund af Ungarn og kejser Maximilian af Mexico.
Štubnianske Teplice blev omdøbt til Turčianske Teplice i 1946. I 1951 slog byen sig sammen med Vieska.

## Geografi
Turčianske Teplice ligger ca. 520 moh., og har et areal på 33.483 km². Byen ligger i Turiecbækkenet og er omgivet af bjergene i Veľká Fatra, Kremnica, Žiar og Malá Fatra.

## Demografi
Ifølge folketællingen i 2001 havde byen 7.031 indbyggere. 97,98% var slovakker, 0,67% tjekkere og 0.37% tyskere. 48,09% var katolikker, 30,56 protestanter og 17,24% opgav ingen religiøs tilknytning.

## Venskabsbyer
- Tjekkiet: Holešov,
- Tjekkiet: Havířov,
- Polen: Skawina,
- Polen: Wisła,
- Serbien: Aranđelovac,